# رون ليفينغستون
رون ليفينغستون (بالإنجليزية: Ron Livingstone)‏ مواليد 9 أكتوبر 1925، كان لاعب كرة سلة أمريكي. تم اختياره من قبل فريق بالتيمور باليتس خلال الدرافت. بلغ طوله 6 قدم 10 بوصة (2.1 م).

## المسيرة الاحترافية
لعب مع دنفر ناغتس في موسم 1947–1948، ثم لعب مع بالتيمور باليتس في سنة 1949، ثم لعب مع غولدن ستايت ووريورز من سنة 1949 إلى 1951.

## روابط خارجية
- رون ليفينغستون على موقع إن بي أي (الإنجليزية)
- رون ليفينغستون على موقع سبورتس رفرنس (الإنجليزية)
- رون ليفينغستون على موقع كلية كرة السلة في سبورتس رفرنس.كوم (الإنجليزية)
- رون ليفينغستون على موقع ريلجم (الإنجليزية)
- رون ليفينغستون على موقع بروبوليرز (الإنجليزية)